# Chrysobothris frontalis
Chrysobothris frontalis es una especie de escarabajo del género Chrysobothris, familia Buprestidae. Fue descrita científicamente por Olivier en 1790.